# Gustave Zédé (Q2)
Gustave Zédé (Q2) byla experimentální ponorka francouzského námořnictva. Ve službě byla v letech 1898–1909. Během služby provedla více než 2500 ponorů.

## Stavba

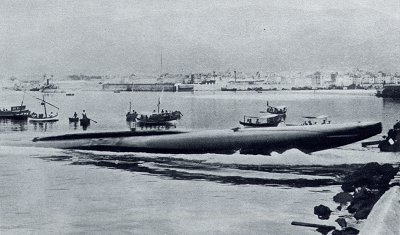
Gustave Zédé během spuštění na vodu

Ponorka byla objednána 4. října 1890 pod jménem Sirène. Konstrukci ponorky rozpracoval francouzský inženýr Gustave Zédé, kterého po jeho smrti v roce 1891 nahradil Gaston Romazzotti. Roku 1891 byla ponorka přejmenována na počest svého konsturktéra Gustave Zédé. Postavila ji francouzská loděnice Le Mourillon v Toulonu. Stavba byla zahájena roku 1891. Na vodu byla spuštěna 1. června 1893 a do služby byla přijata roku 1898.

## Konstrukce

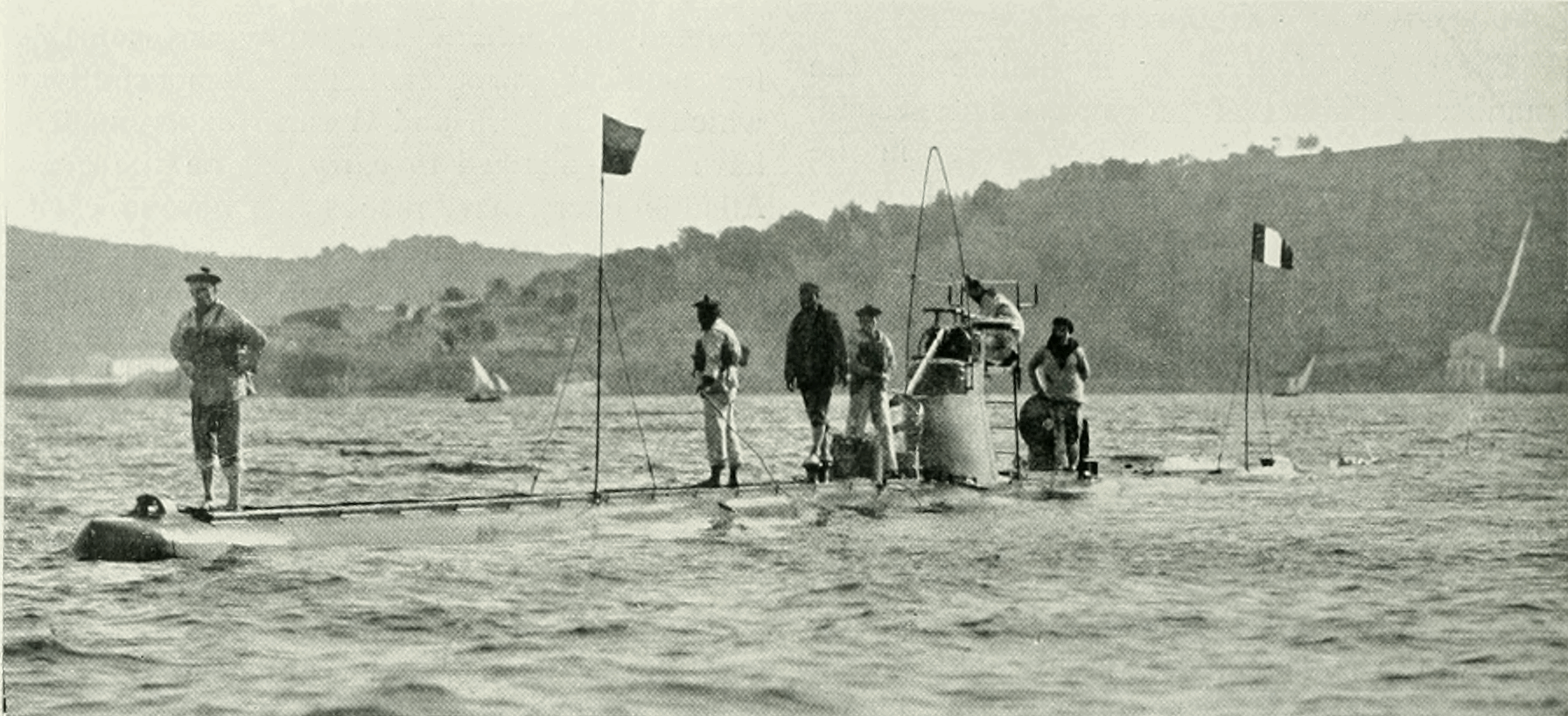
Gustave Zédé

Ponorka měla bronzový trup s jednoplášťovou konstrukcí. Vyzbrojena byla jedním 450mm torpédometem se zásobou tří torpéd. Pohoný systém tvořil elektromotor o výkonu 208 hp, pohánějící jeden lodní šroub. Energii čerpal pouze z baterií se 720 články, které během plavby nebylo možné nabíjet. Nejvyšší rychlost dosahovala 9,2 uzlu na hladině a 6,5 uzlu pod hladinou. Dosah byl 85 námořních mil při rychlosti 5,5 uzlu na hladině. Operační hloubka ponoru dosahovala třicet metrů.